# Prosoplus fuscomaculatus
Prosoplus fuscomaculatus là một loài bọ cánh cứng trong họ Cerambycidae.